# Dicranomyia (Dicranomyia) spinosissima
Dicranomyia (Dicranomyia) spinosissima is een tweevleugelige uit de familie steltmuggen (Limoniidae). De soort komt voor in het Palearctisch gebied.